# Nil Biały
Nil Biały (arab. Bahr al-Abjad, An-Nil al-Abjad) – rzeka w Afryce, jedno z dwóch głównych ramion Nilu, które wraz z Nilem Błękitnym łączy się w okolicach Chartumu.
Niektórzy za Nil Biały uważają już Kagerę – źródłowy odcinek Nilu. Inni jednak za jego początek uznają ciek wypływający z Jeziora Wiktorii, a który nosi nazwę Nil Wiktorii (Victoria Nile). Płynie dalej na północ przez terytorium Ugandy, wpada do Jeziora Kioga. Dalej na zachód aż do Jeziora Alberta, z którego wypływa już jako Nil Alberta (Albert Nile). Płynie znowu w kierunku północnym do miejscowości Nimule na granicy z Sudanem Południowym – od tego miejsca nosi nazwę Nil Górski (Bahr al-Dżabal). Przepływając przez bagniste tereny Sudanu Południowego (Sudd), a następnie Sudanu, dociera w końcu do Chartumu, gdzie łączy się z Nilem Błękitnym, tworząc Nil. Długość Nilu Białego począwszy od Jeziora Wiktorii do Chartumu wynosi około 3700 km.